# Universal Mobile Telecommunications System

Vergleich der maximal erreichbaren Bitraten bei verschiedenen Mobilfunkstandards. (logarithmische Darstellung)

Das Universal Mobile Telecommunications System (UMTS) ist ein Mobilfunkstandard der dritten Generation (3G), mit dem deutlich höhere Datenübertragungsraten (bis zu 42 Mbit/s mit HSPA+, sonst max. 384 kbit/s) als mit dem Mobilfunkstandard der zweiten Generation (2G), dem GSM-Standard (bis zu 220 kbit/s bei EDGE, sonst max. 55 kbit/s bei GPRS), möglich waren.
UMTS wurde mittlerweile von den neueren Standards Long Term Evolution (LTE, 3.9G), Long-Term-Evolution-Advanced (LTE+/LTE-A, 4G) und 5G abgelöst. In vielen Ländern wurde oder wird daher das UMTS-Netz zeitnah abgeschaltet. In Deutschland war das Ende 2021 der Fall. In Österreich wurde Anfang März 2023 die Abschaltung im Jahr 2024 angekündigt. In der Schweiz ist die Abschaltung Ende 2025 vorgesehen.

## Standardisierung
Die ITU hatte UMTS für IMT-2000 ausgewählt; es ist einer der Standards der dritten Generation für Mobilfunk.

## Dienste

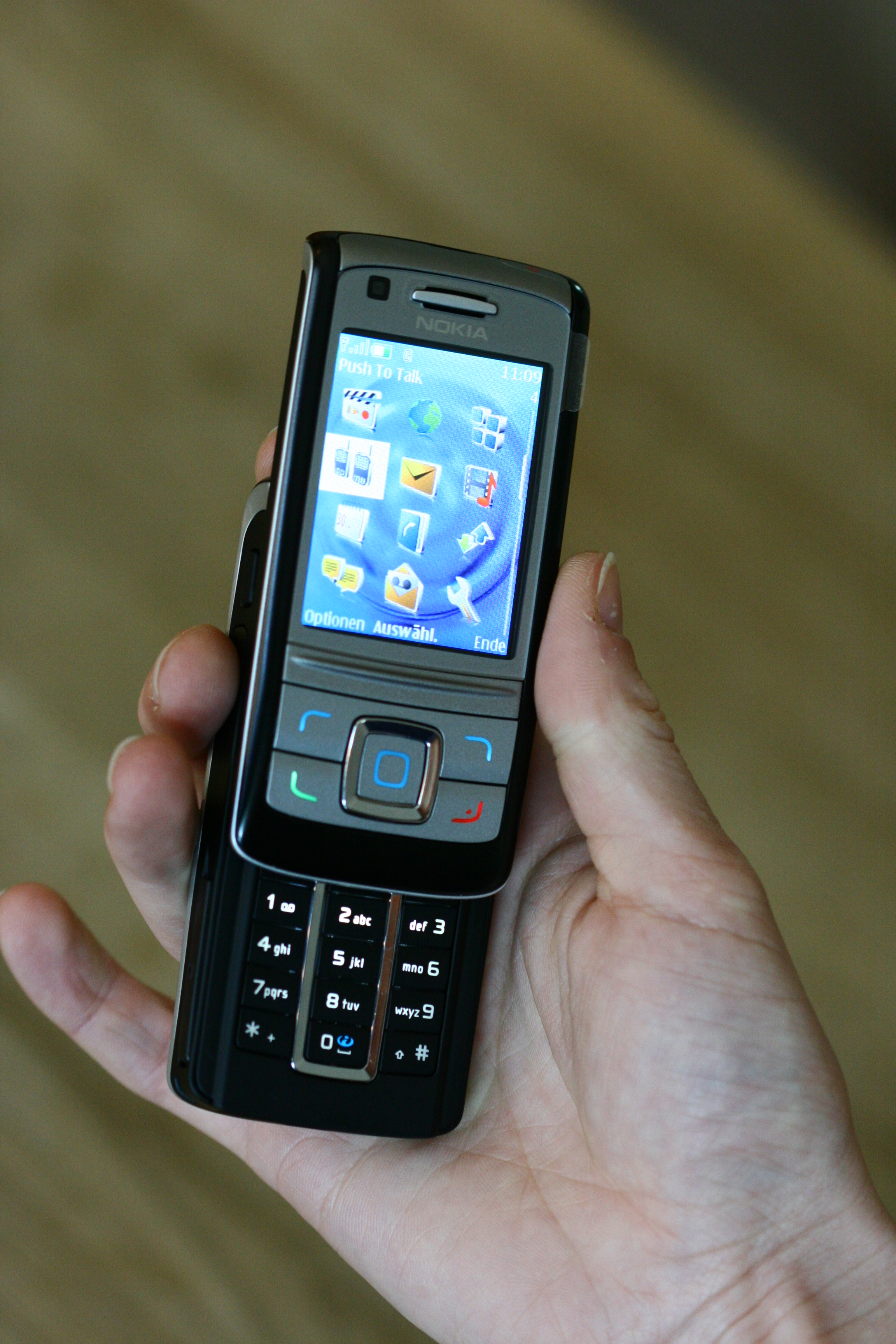
UMTS-Mobiltelefon

UMTS umfasst erweiterte multimediale Dienste sowie satelliten- und erdgestützte Sendeanlagen. Folgende Dienste konnten über UMTS angeboten werden:
- Zwischenmenschliche Kommunikation (Audio- und Videotelefonie)
- Nachrichtendienste (Unified Messaging, Video-Sprach-Mail, Chat)
- Informationsverteilung (Internetzugang → z. B. World-Wide-Web-Browsen, Informationsdienste, öffentliche Dienste)
- Standortbezogene Dienste (persönliche Navigation, Fahrerunterstützung)
- Geschäftsdienste (Prozessmanagement, Mobilität in geschlossenen Räumen)
- Massendienste (Bankdienste, E-Commerce, Überwachung, Beratungsdienste)
- Rückkanal für mobiles interaktives Fernsehen, IP-Datacast, DVB-H

## Verbreitung
Im Oktober 2008 gab es 230 3G-Netze in 100 Ländern mit über 400 Millionen Teilnehmern, 300 Millionen nutzten UMTS, und von diesen verwendeten 60 Millionen HSPA (High Speed Packet Access).
Teilnehmerstärkstes Land in Europa war Italien: Allein H3G, Vodafone Italia und Telecom Italia hatten zusammen fast 20 Millionen 3G-Teilnehmer. Für Deutschland meldete der Branchenverband BITKOM Ende 2008 15,9 Millionen UMTS-Kunden und Ende 2011 fast 29 Millionen (35 % mehr als im Vorjahr). Deutschlandweit waren Mitte 2010 netzbetreiberübergreifend gut 70 % der Standorte, an denen ein Mobilfunknetz verfügbar ist, mit 3G (UMTS oder HSDPA) versorgt. In Österreich gab es Ende 2008 3.344.000 genutzte 3G-SIM-Karten, davon 812.700 Verträge für breitbandiges mobiles Internet per UMTS.

## Sicherheit
Nach übereinstimmenden Medienberichten zeigte der Hacker Tobias Engel im Dezember 2014, dass die Kommunikation über den als sicher geltenden Mobilfunkstandard UMTS ohne großen technischen Aufwand abgehört, mitgelesen und manipuliert werden kann. Dies war aufgrund der Sicherheitsmängel des Signalling System 7, welches von UMTS (und auch dessen Vorgänger GSM) genutzt wird, relativ einfach möglich. Die deutschen Mobilfunknetzbetreiber arbeiteten nach eigenen Angaben daraufhin an Möglichkeiten, die genutzten Lücken zu schließen, konnten diese jedoch bis zur Abschaltung von UMTS im Jahr 2021 nur partiell schließen. Dessen Nachfolger LTE-Advanced und 5G nutzen SS7 nicht mehr und weisen daher dieser Sicherheitsmängel auch nicht mehr auf.

## Geschichte

### Deutschland
Durch die Versteigerung der UMTS-Lizenzen im Juli/August 2000 nahm die Bundesrepublik Deutschland 98,8 Milliarden DM (entspricht etwa 50 Milliarden Euro) ein. Das veranlasste den damaligen Bundesfinanzminister Hans Eichel zu dem Ausspruch, UMTS stehe für „Unerwartete Mehreinnahmen zur Tilgung von Staatsschulden“. Die Ausgaben der Unternehmen für die ersteigerten Lizenzen waren in Deutschland absolut betrachtet (nicht pro Einwohner) international am höchsten.
Es wurden sechs Lizenzen zu je etwa 16 Milliarden DM an die folgenden Mobilfunkanbieter vergeben: DeTeMobil, Mannesmann Mobilfunk, MobilCom Multimedia GmbH, Auditorium Investments Germany S.à.r.l. (ursprünglich ein Konsortium aus der E-Plus-Konzernmutter KPN durch E-Plus und NTT DOCOMO sowie Hutchison Whampoa, später umfirmiert in E-plus 3G Luxemburg S.à.r.l.), VIAG Interkom und Group 3G (ein Konsortium aus der spanischen Telefónica und der finnischen Sonera).
Die Lizenzen wurden am 6. Oktober 2000 erteilt. Zwei Lizenzen wurden später aufgegeben: Ende 2003 gab die MobilCom Multimedia GmbH ihre Lizenz aus freien Stücken zurück an die RegTP und verzichtete damit auf die Ausübung der Lizenz- und Frequenznutzungsrechte; im Oktober 2002 verlor Group 3G mit dem Ausstieg aus dem deutschen Markt ihre Lizenz, da diese nicht an Dritte weiterverkauft werden durfte.
Die hohen Kosten und das geringe Angebot nutzbarer Datendienste waren einer der Hauptgründe für den schleppenden Durchbruch von UMTS im Massenmarkt: Die Unternehmen begründeten ihre unattraktiv hohen Gebühren mit den immensen Lizenzkosten, die Kunden nahmen die Angebote nur sehr zögerlich an und die Aktionäre beklagten fallende Unternehmenswerte. Im Rückblick hat das hohe Versteigerungsergebnis dem Mobilfunkmarkt geschadet. Ein an sich gewollter Wettbewerb kam durch die Auktion effektiv nicht zustande, da kleinere Mobilfunkunternehmen durch die hohen Einstiegspreise am Markteintritt gehindert wurden; große Unternehmen verloren durch die sofort fällige Lizenzgebühr die notwendige Liquidität für einen zügigen Netzausbau und Firmenwerte gingen durch die Unveräußerbarkeit einer nicht mehr benötigten UMTS-Lizenz verloren. Zudem sprach sich schnell im Markt herum, dass ein guter UMTS-Empfang nur in wenigen Ballungsräumen gesichert war, aber abseits davon in ländlichen Gegenden die Datendienste nicht oder nur schleppend nutzbar waren, bedingt durch die geringen Reichweiten der hochfrequenten Dienste. In Deutschland gab es 2003 erste Probeläufe für einige wenige Firmenkunden, die zudem auch nur Datenkarten nutzen konnten. Seit 2004 war UMTS in Deutschland kommerziell verfügbar und im Laufe der Folgejahre gab es auch entsprechende Mobiltelefone in ausreichender Stückzahl.
Anfang Februar 2007 kündigte die Bundesnetzagentur an, die zurückgegebenen sowie weitere UMTS-Frequenzblöcke (erneut) zu versteigern; ursprünglich für 2008 geplant, wurde die Auktion im Mai 2010 durchgeführt.
Ende Mai 2010 wurden im Rahmen des 3rd Generation Partnership Project (3GPP) Lizenzen für den Betrieb des UMTS-Nachfolgestandards Long Term Evolution (LTE) in Deutschland versteigert. Telekom Deutschland, Vodafone und Telefónica Germany investierten zusammen rund 4,4 Milliarden Euro in den UMTS-Nachfolger. Dieser soll langfristig auch die UMTS-Frequenzen nutzen und damit dieses komplett ersetzen.
Anfang Juli 2019 kündigten Telekom, Vodafone und O2 an, dass UMTS abgeschaltet wird, damit Frequenzen für LTE und 5G frei werden. Vodafone und Telekom haben 3G im Sommer 2021 abgeschaltet. Als letzter Anbieter hat O2 die Abschaltung am 30. Dezember 2021 abgeschlossen.

### Österreich
Die österreichische Mobilkom Austria startete am 25. September 2002 das erste nationale UMTS-Netz Europas, jedoch noch ohne entsprechende UMTS-Mobiltelefone in größerer Stückzahl für Endkunden anbieten zu können. Der erste Anbieter mobiler Videotelefonie über ein UMTS-Netz im deutschsprachigen Raum, der auch über entsprechende Stückzahlen von geeigneten Mobiltelefonen verfügte, war der österreichische Anbieter Hutchison Drei Austria im Mai 2003. A1 Telekom Austria plant 3G Ende 2024 abzuschalten und Magenta Telekom will bereits ab Anfang 2024 UMTS einstellen. GSM (2G) bleibt jedoch auch weiterhin wegen der flächendeckenden Telefonieversorgung bestehen.

### Schweiz
Nach Durchführung eines Auktionsverfahrens Ende 2000 hat die Eidgenössische Kommunikationskommission (ComCom) vier UMTS-Konzessionen vergeben. Konzession Nummer 1 ging an Swisscom AG für die Summe von 50 Mio. Franken, Konzession Nummer 2 ging an Sunrise für die Summe von 50 Mio. Franken, Konzession Nummer 3 ging an Orange Communications SA (heute Salt) für die Summe von 55 Mio. Franken und die Konzession Nummer 4 hat die 3G Mobile AG für die Summe von 50 Mio. Franken ersteigert.
Jeder Betreiber erhielt im 2,1-GHz-Band (UMTS-Kernband) 2x15 MHz FDD-Frequenzen und 5 MHz TDD-Frequenzen; insgesamt wurden also jedem Betreiber 35 MHz aus dem 2,1-GHz-Band zugeteilt. Die Betreiber hatten in ihrer Konzessionsverfügung die Auflage, bis spätestens Ende 2004 50 % der Schweizer Bevölkerung mit UMTS-Diensten zu versorgen. Betreiber von UMTS-Netzen, die bereits ein GSM-Netz besitzen, haben im Weiteren die Verpflichtung, dem neuen UMTS-Betreiber ohne GSM-Netz Nationales Roaming anzubieten. Somit hat ein neuer Betreiber die Möglichkeit mittels eines Roaming-Vertrages mit einem etablierten GSM-Netzbetreiber von Anfang an eine gute Flächendeckung zu erreichen.
Die Konzessionen wurden für die Dauer von 15 Jahren erteilt. Von Seiten Orange, Sunrise und Swisscom wurden die Versorgungsauflagen hinsichtlich einer Bevölkerungsabdeckung von 50 % zum 31. Dezember 2004 erfüllt. Lediglich 3GMobile als vierte UMTS-Konzessionärin hatte bis zum Stichtag keine entsprechende Infrastruktur aufgebaut. In der Folge entzog die ComCom mit ihrem Entscheid vom 12. April 2006 3G Mobile die Konzession. Mit dem Entscheid des Bundesgerichts vom 26. Oktober 2006 wurde der Konzessionsentzug bestätigt.
Die Eidgenössische Kommunikationskommission (Comcom) hat im Jahr 2007 entschieden, GSM-Mobilfunkkonzessionen von Salt (Orange), Sunrise und Swisscom Mobile zu erneuern. Die alten Konzessionen laufen Ende Mai 2008 ab und werden für fünf Jahre erneuert. Die Neuerung beinhaltete vor allem, dass die GSM-Mobilfunkkonzessionen in eine technologieneutrale Mobilfunkkonzession umgewandelt wurde. Somit wurden sämtliche Frequenzen im 900MHz Bereich auch für UMTS-Dienste freigegeben. Alle späteren Frequenzvergaben wurden auch technologieneutral vergeben und somit haben die Mobilfunkanbieter freie Wahl, welche Dienste sie über welche Frequenzen abwickeln. Diese Entscheidung der Eidgenössischen Kommunikationskommission (Comcom) führte mit der Zeit zu einem regelrechten Sprung in der Netzqualität.
Die Netzbetreiber Swisscom, Salt und Sunrise fingen an, konsequent ihre UMTS-Netze auf dem 900MHz Band auszubauen. Mittlerweile sind bei Salt alle GSM900 Sendeanlagen auf UMTS900 Sendeanlagen umgerüstet worden. Swisscom und Sunrise sendeten bei einigen Sendestationen noch GSM900 Signale aus (Bei Swisscom bis Ende 2020 und Sunrise bis Ende 2022).
Seit dieser Zeit wird empfohlen, für die Nutzung eines Mobiltelefons in der Schweiz ein UMTS-fähiges Endgerät zu nutzen, um die Erreichbarkeit zu gewährleisten. Hier wird im Gegenteil zu Deutschland und anderen Ländern nicht UMTS (3G), sondern GSM (2G) abgeschaltet.

### Andere Länder
Das weltweit erste UMTS-Netz wurde 2001 durch die Manx Telecom auf der Isle of Man in Betrieb genommen.
Die meisten Versteigerungen der UMTS-Lizenzen in Europa wurden im Jahr 2000 durchgeführt, angeführt von Großbritannien im Frühjahr 2000. Dabei wurde ein Erlös von 22,477 Milliarden Pfund, etwa 38 Milliarden Euro, erzielt. Relativ pro erreichbarem Einwohner gesehen, liegt dieser Betrag über dem Ergebnis der deutschen Versteigerung. In Frankreich wurden die Lizenzen Ende 2000 unter Berücksichtigung der von den Anbietern zugesagten Qualitätsmerkmale (Netzabdeckung, Geschwindigkeit des Ausbaus) vergeben. Deutlich niedriger als in anderen Ländern wurden die Lizenzen an die Unternehmen in Spanien mit 13 Euro pro Einwohner und in der Schweiz mit rund 7 Franken (knapp 5 Euro) pro Einwohner verkauft.
In den Niederlanden, nach Beschwerden von Kunden sowie durch Medienberichte, teilte T-Mobile Niederlande im Mai 2010 mit, dass das 3G-Netz überlastet sei. Als Grund hierfür wurde die gestiegene Nutzung von Smartphones angegeben, was teilweise zum Netzausfall oder Kapazitätsproblemen in Städten und Ballungsräumen führte. Besonders betroffen waren die Städte Amsterdam und Utrecht. Aufgrund des öffentlichen Drucks erfolgte eine finanzielle Entschädigung für Kunden, welche vom Ausfall betroffen waren. Zur Erweiterung der Netzkapazität investierte T-Mobile bis Anfang 2011 10 Millionen Euro in das 3G-Netz. T-Mobile verwendet GSM bereits heute nur noch auf 1800 MHz und die generelle Abschaltung ist geplant. Vodafone schaltete im Januar 2020 sein UMTS-Netz ab. Am 31. März 2022 folgte der Netzbetreiber KPN und schaltete sein UMTS-Netz offline. In Norwegen wurde UMTS bereits 2020 abgeschaltet.

## Datenübertragungsverfahren
Es gab mehrere Phasen von UMTS. Die erste Phase (Release 1999, kurz R99) unterschied sich vom Vorgängersystem GSM vor allem durch eine neue Funkzugriffstechnik Wideband CDMA, die auf CDMA basiert. Durch diese werden höhere Übertragungsraten möglich. Außerdem konnte eine Mobilstation, also das UMTS-fähige Endgerät, mehrere Datenströme gleichzeitig senden, beziehungsweise empfangen. Damit konnten Benutzer beispielsweise gleichzeitig telefonieren und E-Mails empfangen.

## Protokollschichten (Strata)
Man unterscheidet Access-Stratum und non-Access-Stratum, also eine Zusammenfassung der Protokollschichten, die den Funkzugang betreffen, beziehungsweise derjenigen, die nicht den Funkzugang (sondern die Dienste und die Teilnehmerverwaltung im Kernnetz) betreffen.

## Duplex-Verfahren

### FDD-Modus
Im FDD-Modus (Frequency Division Duplex) senden Mobil- und Basisstation in zwei verschiedenen Frequenzbereichen: Im Uplink-Kanal sendet das Mobilgerät, im Downlink-Kanal die Basisstation. Die beiden Frequenzbereiche haben je eine Breite von 5 MHz. Die einzelnen Übertragungskanäle sind durch reines CDMA realisiert. Derzeit bauen die deutschen UMTS-Netzbetreiber ihre Netze im FDD-Modus auf, die damit erzielbare Datentransferrate liegt bei 384 kbit/s für den Downlink in R99. Das Verfahren ist für die großflächige Funknetzabdeckung gedacht.
- Grundlegende Funktechnik: Wideband CDMA (WCDMA)
- Nutzertrennung: Code (CDMA)
- Duplex: FDD
- Anbietertrennung: Frequenz (FDMA)
- Kanalabstand: 5 MHz
- Chip-Rate bei FDD: 3,84 Mcps
- Maximale Sendeleistung der Mobilstation: 0,125–0,25 Watt (GSM zum Vergleich: 1–2 Watt)

#### Nutzfrequenzen
Die folgenden Frequenzbänder können vom Mobilfunkanbieter im FDD-Modus verwendet werden:
| Bandbezeichnung | Frequenzband | Uplink                                                 | Downlink                                               | Duplexabstand | Kommerzielle Nutzung in Region                              |
| --------------- | ------------ | ------------------------------------------------------ | ------------------------------------------------------ | ------------- | ----------------------------------------------------------- |
| I               | 2100         | 1920 – 1980 MHz                                        | 2110 – 2170 MHz                                        | 190 MHz       | Afrika, Amerika, Asien, Japan, Australien, Ozeanien, Europa |
| II              | 1900         | 1850 – 1910 MHz                                        | 1930 – 1990 MHz                                        | 80 MHz        | Amerika                                                     |
| III             | 1800         | 1710 – 1785 MHz                                        | 1805 – 1880 MHz                                        | 95 MHz        |                                                             |
| IV              | 1700         | 1710 – 1755 MHz                                        | 2110 – 2155 MHz                                        | 400 MHz       | Amerika                                                     |
| V               | 850          | 824 – 849 MHz                                          | 869 – 894 MHz                                          | 45 MHz        | Amerika, Asien, Australien, Ozeanien                        |
| VI              | 800          | 830 – 840 MHz                                          | 875 – 885 MHz                                          | 45 MHz        |                                                             |
| VII             | 2600         | 2500 – 2570 MHz                                        | 2620 – 2690 MHz                                        | 120 MHz       |                                                             |
| VIII            | 900          | 880 – 915 MHz                                          | 925 – 960 MHz                                          | 45 MHz        | Afrika, Amerika, Asien, Japan, Australien, Ozeanien, Europa |
| IX              | 1700         | 1749,9 – 1784,9 MHz                                    | 1844,9 – 1879,9 MHz                                    | 95 MHz        | Japan                                                       |
| X               | 1700         | 1710 – 1770 MHz                                        | 2110 – 2170 MHz                                        | 400 MHz       |                                                             |
| XI              | 1500         | 1427,9 – 1447,9 MHz (ursprünglich 1427,9 – 1452,9 MHz) | 1475,9 – 1495,9 MHz (ursprünglich 1475,9 – 1500,9 MHz) | 48 MHz        | Japan                                                       |
| XII             | 700          | 699 – 716 MHz (ursprünglich 698 – 716 MHz)             | 729 – 746 MHz (ursprünglich 728 – 746 MHz)             | 30 MHz        |                                                             |
| XIII            | 700          | 777 – 787 MHz                                          | 746 – 756 MHz                                          | 31 MHz        |                                                             |
| XIV             | 700          | 788 – 798 MHz                                          | 758 – 768 MHz                                          | 30 MHz        |                                                             |
| XV              |              | reserviert                                             | reserviert                                             |               |                                                             |
| XVI             |              | reserviert                                             | reserviert                                             |               |                                                             |
| XVII            |              | reserviert                                             | reserviert                                             |               |                                                             |
| XVIII           |              | reserviert                                             | reserviert                                             |               |                                                             |
| XIX             |              | 830 – 845 MHz                                          | 875 – 890 MHz                                          | 45 MHz        | Japan                                                       |
| XX              |              | 832 – 862 MHz                                          | 791 – 821 MHz                                          | 41 MHz        |                                                             |
| XXI             |              | 1447,9 – 1462,9 MHz                                    | 1495,9 – 1510,9 MHz                                    | 48 MHz        |                                                             |
| XXII            |              | 3410 – 3490 MHz                                        | 3510 – 3590 MHz                                        | 100 MHz       |                                                             |
| XXV             |              | 1850 – 1915 MHz                                        | 1930 – 1995 MHz                                        | 80 MHz        |                                                             |
| XXVI            |              | 814 – 849 MHz                                          | 859 – 894 MHz                                          | 45 MHz        |                                                             |
| XXXII           |              | –                                                      | 1452 – 1496 MHz                                        | –             |                                                             |

- Mit den 4 Hauptfrequenzbändern (gelber Hintergrund) ist weltweites Roaming möglich.
- Aus Kostengründen erfolgte der Bau von neuen Mobilfunknetzen in ländlichen Regionen ohne bestehende GSM-Mobilfunkversorgung (z. B. Australien/Telstra) mit der Mobilfunktechnologie UMTS im Frequenzband 5 (850 MHz).
- In Gebieten mit bestehender GSM-Mobilfunkversorgung auf dem Frequenzband 5 (850 MHz) oder 8 (900 MHz) wird UMTS oft neben GSM im gleichen Frequenzband betrieben.
- In Europa ist der Frequenzbereich 1880–1900 MHz für DECT-Anwendungen reserviert, steht also für Mobilfunk nicht zur Verfügung.

#### Situation in Deutschland
Das in Deutschland verwendete 2100 MHz Frequenzband (E-UTRA Band 1) mit 60 MHz wurde in sechs Bänder à 10 MHz aufgeteilt und wie folgt vergeben:
| Betreiber                | Uplink               | Downlink             | Preis 2000 | Preis 2010     |
| ------------------------ | -------------------- | -------------------- | --- | -------------- |
| Vodafone                 | 1920,3 – 1930,2 MHz  | 2110,3 – 2120,2 MHz  | 16,47 Mrd. DM (8,42 Mrd. €) | –              |
| Vodafone                 | 1930,2 – 1935,15 MHz | 2120,2 – 2125,15 MHz | 16,45 Mrd. DM (8,41 Mrd. €), an Group 3G/Quam; später zurückgegeben, wurde 2010 in zwei Blöcke aufgeteilt und neu versteigert. | 93,757 Mio. €  |
| E-Plus                   | 1935,15 – 1940,1 MHz | 2125,15 – 2130,1 MHz | 16,45 Mrd. DM (8,41 Mrd. €), an Group 3G/Quam; später zurückgegeben, wurde 2010 in zwei Blöcke aufgeteilt und neu versteigert. | 103,323 Mio. € |
| E-Plus                   | 1940,1 – 1950,0 MHz  | 2130,1 – 2140,0 MHz  | 16,42 Mrd. DM (8,39 Mrd. €) | –              |
| E-Plus                   | 1950,0 – 1954,95 MHz | 2140,0 – 2144,95 MHz | 16,37 Mrd. DM (8,37 Mrd. €), an Mobilcom; später zurückgegeben, wurde 2010 in zwei Blöcke aufgeteilt und neu versteigert.      | 84,064 Mio. €  |
| O2                       | 1954,95 – 1959,9 MHz | 2144,95 – 2149,9 MHz | 16,37 Mrd. DM (8,37 Mrd. €), an Mobilcom; später zurückgegeben, wurde 2010 in zwei Blöcke aufgeteilt und neu versteigert.      | 66,931 Mio. €  |
| O2                       | 1959,9 – 1969,8 MHz  | 2149,9 – 2159,8 MHz  | 16,52 Mrd. DM (8,45 Mrd. €) | –              |
| Telekom Deutschland GmbH | 1969,8 – 1979,7 MHz  | 2159,8 – 2169,7 MHz  | 16,58 Mrd. DM (8,48 Mrd. €) | –              |

In jedem Band lassen sich bis zu zwei Kanäle unterbringen. Die genaue Mittenfrequenz ist vom Mobilfunkbetreiber frei wählbar, sollte jedoch ein Vielfaches von 200 kHz (in Ausnahmefällen auch 100 kHz) betragen. Außerdem dürfen benachbarte Kanäle nicht gestört werden.

#### Situation in Österreich
In Österreich sind die FDD-Bänder (E-UTRA Band 1) an fünf Betreiber vergeben worden:
| Betreiber                                      | Uplink              | Downlink            | Preis                                            |
| ---------------------------------------------- | ------------------- | ------------------- | ------------------------------------------------ |
| Mobilkom Austria (A1)                          | 1920,3 – 1930,1 MHz | 2110,3 – 2120,1 MHz | 2,36 Mrd. ATS (171 Mio. €)                       |
| Hutchison Drei Austria („3“)                   | 1930,1 – 1944,9 MHz | 2120,1 – 2134,9 MHz | 1,91 Mrd. ATS (139 Mio. €)                       |
| Orange Austria (ehemals ONE)                   | 1944,9 – 1959,7 MHz | 2134,9 – 2149,7 MHz | 1,65 Mrd. ATS (120 Mio. €)                       |
| 3G Mobile (100-%-Tochter der Mobilkom Austria) | 1959,7 – 1964,7 MHz | 2149,7 – 2154,7 MHz | 2,36 Mrd. ATS (171 Mio. €)                       |
| Magenta Telekom (ehemals T-Mobile Austria)     | 1964,7 – 1979,7 MHz | 2154,7 – 2169,7 MHz | 2,35 Mrd. + 1,56 Mrd. ATS (171 Mio. + 113 Mio.€) |

Ursprünglich wurden sechs und nicht nur fünf Frequenzbänder vergeben. Tele.ring bekam den Zuschlag für das Frequenzband von 1939,9 bis 1949,7 MHz im Uplink und 2129,9 – 2139,7 MHz im Downlink für 1,56 Mrd. ATS (113 Mio. €), welches bis zur Abschaltung des Tele.ring-UMTS-Netzes auch in Verwendung war. Eine Auflage für den Kauf von Tele.ring durch T-Mobile Austria war der Verkauf dieser Frequenzen an die Konkurrenten one und Hutchison Drei Austria.

#### Situation in der Schweiz
Anfang Oktober 2019 refarmte Swisscom seinen UMTS-Betrieb von der Frequenz 2100 MHz auf das 900 MHz Frequenzband (ältere Geräte in der Regel vor dem Jahr 2009 erschienen nutzen ausschließlich diesen Frequenzbereich und können mit Swisscom somit nur noch im GSM/GPRS/EDGE-Modus genutzt werden; Sunrise und Salt nutzen diesen Frequenzbereich noch vereinzelt für UMTS). Auch Sunrise und Salt haben zum grossen Teil UMTS auf dem 2100 MHz Band eingestellt und senden zu Gunsten der besseren Verbreitung von niedrigeren Frequenzen weitgehend im 900 MHz Band. Weiteres siehe Mobilfunkfrequenzen in der Schweiz.

### TDD-Modus
Im TDD-Modus (Time Division Duplex) senden Mobil- und Basisstation im selben Frequenzband, jedoch zu unterschiedlichen Zeiten. Ein Frequenzträger wird dazu in 15 Timeslots unterteilt, deren Gesamtübertragungsdauer 10 ms beträgt. Jeder Timeslot ist mittels CDMA wiederum in mehrere Funkkanäle unterteilt. Das Verfahren ist technisch aufwendiger, da Timing-Probleme auftreten können, wenn sich der Sender bewegt oder weit von der Basisstation entfernt ist. Mit W-CDMA im TDD-Modus soll eine Datentransferrate von bis zu 2 Mbit/s (genauer 1920 kbit/s) für den Downlink erreicht werden können. Diese Technik ist in Deutschland bisher kommerziell nicht verfügbar. In Tschechien hat T-Mobile CZ seit 2005 ein Netz mit UMTS-TDD-Technik in Betrieb, welches sich derzeit nur auf Prag beschränkt und später auch in anderen größeren Städten angeboten werden soll.
- Nutzfrequenzen:

1. 2010 MHz – 2025 MHz (E-UTRA Band 34)
2. 1900 MHz – 1920 MHz (E-UTRA Band 33)

Da diese Frequenzbereiche in den meisten EU-Mitgliedstaaten ungenutzt geblieben sind, wurde das Band 34 stattdessen an Video-PMSE, und Teile des Bands 33 an den Zugfunk abgetreten.

#### Situation in Deutschland
Obwohl in Deutschland kein TDD-Netz in Betrieb ist, sind die Frequenzen wie folgt vergeben worden:
Die von O2 belegten Blöcke wurden bei der Frequenzauktion 2010 durch die Bundesnetzagentur für jeweils 5,7 Mio. € versteigert.

#### Situation in Österreich
Die TDD-Frequenzen sind in Österreich wie folgt vergeben:

#### Situation in der Schweiz
Die TDD-Mobilfunkfrequenzen werden in der Schweiz nicht genutzt. Einzig Swisscom hat eine Konzession für die Nutzung eines 45 MHz breiten Frequenzbandes für den TDD-Mobilfunk. Swisscom nutzt dieses Frequenzband nicht.

## Erweiterungen
Die Weiterentwicklung High Speed Downlink Packet Access (HSDPA) ermöglichte deutlich höhere Empfangs-Datenraten (sog. „Downlink“).
Es wurden verschiedene Geräte-Kategorien definiert, die sich in den unterstützten Modulationsarten (QPSK oder 16QAM), der Anzahl der gleichzeitig empfangbaren Kanäle und dem zeitlichen Mindestabstand von HSDPA-Blöcken unterscheiden.
Die praktisch erreichbare und nutzbare Empfangs-Datenrate ist jedoch auf Grund von Interferenz in der Regel niedriger.
Zudem hängt die erzielbare Datenrate auch noch von der Fähigkeit des Endgerätes ab. Gängige Geräte unterstützen die HSDPA-Kategorie 8, mit welcher bis zu 7,2 Mbit/s im Download erreicht werden, während Neuere hingegen bereits HSDPA-Kategorien 14 und 24 (bis zu 21,1 Mbit/s bzw. 42,2 Mbit/s) unterstützen.
Diese Geschwindigkeiten sind bislang in Deutschland in den UMTS-Netzen von T-Mobile, Vodafone und O2 verfügbar. In Deutschland führten Mitte 2007 die ersten Provider die HSDPA-Kategorie 8 mit maximal 7,2 Mbit/s ein. Mittlerweile bieten T-Mobile sowie Vodafone HSDPA-Geschwindigkeiten von 42,2 Mbit/s an. O2 hingegen stellt maximal Geschwindigkeiten von 21,1 Mbit/s bereit.
Im Zuge des Ausbaus von HSDPA kann mittels High Speed Uplink Packet Access (HSUPA) auch die maximal mögliche Sende-Datenrate (sog. „Uplink“) auf 5,8 Mbit/s gesteigert werden. Um diese deutlich höhere Geschwindigkeit zu nutzen, benötigt man ein Endgerät, welches HSUPA unterstützt. Alle deutschen Netzbetreiber bieten HSUPA in ihren UMTS-Netzen an.